# Kraków Prokocim
Kraków Prokocim – przystanek kolejowy w Krakowie, w dzielnicy XII Bieżanów-Prokocim, w Prokocimiu.

## Ruch pasażerski
| Rok  | Wymiana pasażerska na dobę |
| ---- | -------------------------- |
| 2017 | 100–149                    |
| 2022 | 150–199                    |

## Połączenia
- Kraków Płaszów
- Tarnów
- Wieliczka Rynek-Kopalnia